# Rey Mysterio
Rey Mysterio, pseudonimo di Óscar Gutiérrez Rubio (Chula Vista, 11 dicembre 1974), è un wrestler statunitense sotto contratto con la WWE.
È un tre volte campione del mondo, avendo vinto una volta il WWE Championship e due volte il World Heavyweight Championship. Ha inoltre conquistato due volte l'Intercontinental Championship, tre volte lo United States Championship, tre volte il Cruiserweight Championship (otto se si considerano cinque regni in WCW), quattro volte il WWE Tag Team Championship (una volta ciascuno con Batista, Edge, Eddie Guerrero e Rob Van Dam), una volta lo SmackDown Tag Team Championship (con suo figlio Dominik) e ha anche vinto l'edizione 2006 del Royal Rumble match. È stato il quattordicesimo wrestler nella storia della WWE a completare il Grand Slam (nuovo formato) e il ventunesimo a completare il Triple Crown. Prima di approdare in WWE ha militato nella Extreme Championship Wrestling e nella World Championship Wrestling.
Proveniente da una famiglia dedita alla lucha libre - lo zio era Rey Misterio senior -, ha portato una maschera dal 1989 al 1999 per poi riprenderla nel 2002, il cui colore cambia di volta in volta, e lenti a contatto abbinate alla cromatura del vestito indossato.

## Carriera

### Gli inizi (1989–1992)
Debutta in Messico il 30 aprile 1989, quando egli aveva appena 14 anni. È stato allenato da suo zio, Rey Misterio, e lottò presto in Messico dove imparò lo stile "high flying della Lucha Libre", che divenne in seguito il suo marchio di fabbrica. Aveva come ring name "La Lagartija Verde" e "Colibrì" prima che lo zio gli diede il ring name di "Rey Misterio", dopo un breve tempo con quest'ultimo ring name sempre suo zio, visto il fatto che lottavano con lo stesso ring name, glielo cambiò in "Rey Misterio, Jr.". Nel 1989, Óscar Gutiérrez Rubio è stato premiato "Most Improved Wrestler" in Messico, mentre lottava come Colibrí. Nel 1991 ha ricevuto il premio di nuovo, questa volta con il nome di "Rey Misterio, Jr.".

### Asistencia Asesoria y Administración (1992–1995)
Nella Asistencia Asesoría y Administración, Rey Misterio, Jr. ha avuto una rivalità con Juventud Guerrera. Suo zio, Rey Misterio, Sr., ha anche affrontato Juventud in un tag team match: Misterio, Sr. e Misterio, Jr. contro Juventud e suo padre, Fuerza Guerrera. Misterio, Jr. ha combattuto comunemente in coppia con il sottodimensionato high flyer conosciuto come Romy "Romeo" Magruder.
Nel 2007 mentre militava nella World Wrestling Entertainment nel roster di SmackDown! con il ring name di "Rey Mysterio", è stato inserito nella AAA Hall of Fame con il ring name di "Rey Misterio, Jr.".

### Extreme Championship Wrestling (1995–1996)
Con il ring name di "Rey Mysterio, Jr." debutta in Extreme Championship Wrestling sconfiggendo Psicosis, anch'egli peraltro allenato a suo tempo dallo zio di Rey. Nascerà una faida molto intensa, che culminerà in un Mexican Death Match disputato nella ECW Arena di Filadelfia vinto da Mysterio, Jr. nel novembre 1995. I due si riaffronteranno anche allo show ECW One Night Stand del 2005, in un match vinto ancora da Rey.

### World Championship Wrestling (1996–2001)

#### WCW Cruiserweight Champion (1996–1998)
Solo l'anno dopo, nel 1996, Rey Mysterio, Jr. arriva nella World Championship Wrestling. Il 16 luglio, sconfiggendo Dean Malenko, Rey si guadagna la sua prima cintura. Il 27 ottobre 1996 perde la cintura proprio contro Malenko. La vera consacrazione di Rey avviene con la vittoria del suo secondo WCW Cruiserweight Championship, sconfiggendo Eddie Guerrero ad Halloween Havoc 1997 in un "title vs. mask" match. Il match viene votato miglior match dell'anno ed è soprattutto la carriera di Rey a giovarne.
Dopo mesi di regno, Rey Mysterio, Jr. perderà la cintura contro Chris Jericho a WCW/nWo Souled Out il 24 gennaio 1998. Dopo la sconfitta, Jericho continua l'assalto a Rey usando armi trovate nell'arena; questo costringerà Rey ad un periodo di riposo forzato di sei mesi prima di lottare a combattere a Bash at the Beach 1998 sconfiggendo Jericho per il titolo. Comunque, appena la notte dopo il risultato verrà cambiato e il titolo verrà ridato a Jericho poiché il match aveva visto l'interferenza di Dean Malenko.

#### Giant Killer e smascheramento (1998–1999)
Nel 1998 Eddie Guerrero formò un gruppo chiamato Latino World Order (un'imitazione del New World Order) che includeva ogni luchador della federazione. Benché Rey Mysterio, Jr. ricevette pressioni per entrarvi, rifiutò continuamente. Mysterio, Jr. fu poi costretto ad entrare nel LWO dopo aver perso un match contro Guerrero. Quando le due fazioni del nWo si riformarono (il nWo Hollywood e la nWo Wolfpac) essi chiesero lo scioglimento del LWO ma Mysterio, Jr. rifiutò dimostrando il suo attaccamento al gruppo.

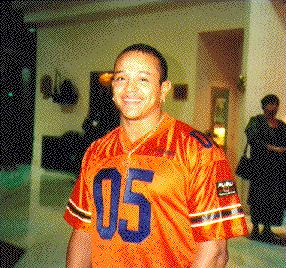
Rey Mysterio, Jr. senza maschera

Dopo aver sempre portato la maschera, da sempre simbolo dei lottatori messicani, Rey è costretto ad abbandonarla dopo essere stato sconfitto in un match di coppia con Konnan dagli Outsiders a SuperBrawl IX il 21 febbraio 1999.
Questo gesto viene profondamente criticato dalla comunità messicana, ma Rey Mysterio, Jr. riesce comunque a mantenere l'appoggio dei suoi fan grazie al suo stile di lotta veloce e spettacolare.
Nei mesi successivi Rey riesce ad ottenere diverse vittorie contro avversari con un fisico molto più imponente dal suo, ottenendo così il soprannome di Giant Killer. Successivamente entra a far parte della stable dei Filthy Animals insieme a Konnan, Billy Kidman, Eddie Guerrero e Torrie Wilson.

#### Varie alleanze (1999–2001)
Nel 1999 riesce finalmente ad ottenere un match valido per il WCW World Heavyweight Championship allora detenuto da Ric Flair, tuttavia non riesce a vincere l'incontro. Nonostante le potenzialità dimostrate nel match, a causa della sua bassa statura, la dirigenza della WCW rifiuterà di fargli vincere il titolo massimo della federazione nei mesi successivi. Rimase in WCW fino al fallimento della stessa nel 2001 e nell'ultima puntata di Monday Nitro combatte in tag team con Billy Kidman vincendo il WCW Cruiserweight Tag Team Championship.

### World Wrestling Entertainment (2002–2015)

#### Debutto e faida con Kurt Angle (2002)

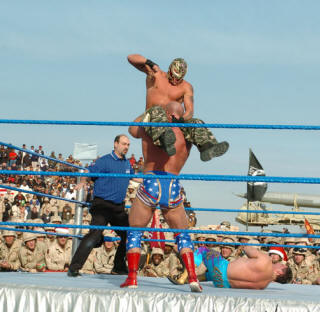
Rey Mysterio durante un match contro Kurt Angle.

Il 25 luglio 2002 esordì nella World Wrestling Entertainment come "Rey Mysterio" a SmackDown!, vincendo contro Chavo Guerrero e la settimana successiva contro Tajiri. La sua carriera nel roster di SmackDown! iniziò subito con una faida importante con Kurt Angle. I due si affrontano in un match a SummerSlam dove Mysterio, dà una grande prestazione ma che non è stata sufficiente per ottenere la vittoria.

#### Tag Team con Edge e varie faide (2002–2004)
Dopo questa faida Rey Mysterio si trova in una situazione di stallo fino a quando Stephanie McMahon, General Manager di SmackDown!, annunciò l'apertura di un torneo valido per il nuovo titolo di coppia del roster blu, il WWE Tag Team Championship. Mysterio decide quindi di fare Tag Team con Edge. I due arrivarono fino alla finale del torneo, il 20 ottobre a No Mercy, dove incontrano Kurt Angle & Chris Benoit, che vinsero. Rey Mysterio & Edge ottengono una seconda possibilità il 1º novembre a SmackDown! in un 2-out-of-3 Falls Tag Team match, dove riescono a diventare campioni di coppia WWE, avendo sconfitto i campioni per 2-1. Persi i titoli dopo neanche due settimane, contro i Los Guerreros a Survivor Series, la coppia si scioglierà.

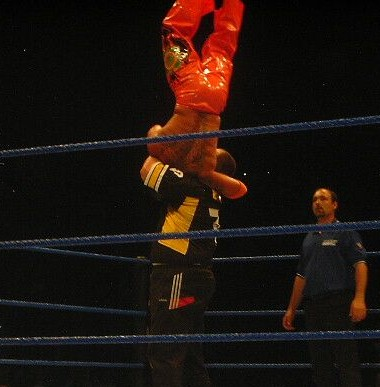
Rey Mysterio subisce un vertical suplex da Bubba Ray Dudley.

A Royal Rumble partecipa all'omonimo match, dove entrato per quarto sarà eliminato dieci minuti dopo ad opera di Chris Jericho. Nei mesi successivi Rey si trova in una situazione di stallo, fino a quando, durante uno SmackDown! di marzo, sconfigge Tajiri e Jamie Noble in un triple threat match diventando lo sfidante al WWE Cruiserweight Championship di Matt Hardy. I due si affrontano nel primo match di WrestleMania XIX, ma a causa di alcune interferenze di Shannon Moore (affiliato a Matt) Rey sarà sconfitto. Mysterio esce dall'orbita del titolo dei pesi leggeri e affronta il gigante Big Show a Backlash 2003, match perso nettamente. Dopo un breve periodo di pausa, torna a Judgment Day attaccando Big Show con la sua 619 durante un match contro Brock Lesnar per il WWE Championship.
Successivamente ritenta la conquista del titolo dei pesi leggeri, ma il campione Matt Hardy gli lancia una sfida: se Rey avesse sconfitto i suoi allievi Shannon Moore e Crash Holly, gli avrebbe dato la possibilità di sfidarlo per il titolo. Mysterio riesce a vincere entrambi i match e il 3 giugno 2003 nella sua città natale, San Diego, diventò campione. Il messicano non si accontenta però di un solo titolo e decide di riformare la coppia con Billy Kidman con cui aveva vinto i WCW World Tag Team Championship nella World Championship Wrestling. I due affrontano gli allora campioni di coppia Charlie Haas e Shelton Benjamin a Vengeance, ma i due non riescono a vincere i titoli.
Dopo questa piccola faida Mysterio torna a difendere il suo Titolo dei Pesi Leggeri WWE. Difenderà con successo il suo titolo per qualche mese fino a quando lo perderà il 25 settembre contro il suo ex-alleato Tajiri in un match pieno di scorrettezze. Mysterio tenta subito di rivincerlo e superato l'ostacolo Nunzio durante un'edizione di SmackDown!, viene dichiarato primo sfidante. Rey e Tajiri si riaffrontano ma anche questa volta è il giapponese a vincere grazie alle sue scorrettezze. La mini-faida di Rey con Tajiri continua fino a quando il 2 gennaio 2004 riesce a sconfiggere il giapponese riconquistando il Titolo dei Pesi Leggeri WWE. Il suo primo avversario è Jamie Noble, che viene però sconfitto a Royal Rumble 2004. Ottenuta la rivincita soli quattro giorni dopo, Noble perderà anche quella.
Inizierà poi una faida con Chavo Guerrero e suo padre Chavo Guerrero Sr., in match con in palio il WWE Cruiserweight Championship. Aiutato dal padre, Chavo riesce a strappargli la cintura a No Way Out. A Wrestlemania XX, Rey Mysterio partecipa al Cruiserweight Open Match, vinto però da Chavo Guerrero che mantiene così il suo titolo. Nella seguente puntata di SmackDown!, Rey vincerà un Gauntlet match indotto dal general manager Paul Heyman guadagnandosi così una title shot al WWE Championship dopo aver sconfitto Shelton Benjamin e Big Show (seppur con l'aiuto di John Cena). Mysterio partecipò così per la prima volta ad un incontro valido per il titolo mondiale WWE, venendo sconfitto da Eddie Guerrero al termine di un match molto combattuto. Inizierà quindi a lottare in coppia con Rob Van Dam con cui sconfiggerà per ben due volte i Dudley Boyz e sempre per due volte saranno sconfitti dai Dudleyz. Rey decide quindi di riconquistare il titolo dei pesi leggeri vinto intanto dal padre di Chavo, Chavo Classic. Sconfitto facilmente quest'ultimo, sconfiggerà poi anche il figlio a The Great American Bash 2004, terminando la faida vittorioso e col WWE Cruiserweight Championship di nuovo nelle sue mani.
Intanto continuerà a lottare contro i Dudley Boyz, questa volta con Spike Dudley. Spike però tradirà Rey schierandosi a fianco dei suoi "fratelli" che lo aiuteranno a conquistare il Cruiserweight Championship nella puntata di SmackDown! del 27 luglio 2004.

#### Tag Team con Rob Van Dam (2004–2005)
Rey Mysterio ritornerà alla divisione di coppia continuando a lottare con Rob Van Dam. I due tenteranno di conquistare il WWE Tag Team Championship contro Kenzo Suzuki e René Duprée a No Mercy 2004, venendo però battuti. Dopo altri match di coppia, Rey ha di nuovo la possibilità di lottare per il WWE Cruiserweight Championship a Survivor Series 2004, ma viene sconfitto in un Fatal 4 Way Match dal campione Spike Dudley. Torna alla divisione di coppia per lottare in coppia con RVD con cui conquisterà i titoli il 7 dicembre 2004 contro Dupree e Suzuki e li difenderanno contro questi ultimi con successo anche quattro giorni dopo ad Armageddon. Durante la "Smackdown! Night of Champions", l'ultima edizione di SmackDown! del 2004, Rey e RVD sconfiggono Eddie Guerrero & Booker T. L'infortunio di RVD all'inizio del 2005 provoca però la perdita dei titoli di coppia dei due contro i Basham Brothers. Sempre in seguito all'infortunio di RVD il team si scioglierà.

#### Tag Team, faida e morte di Eddie Guerrero (2005)

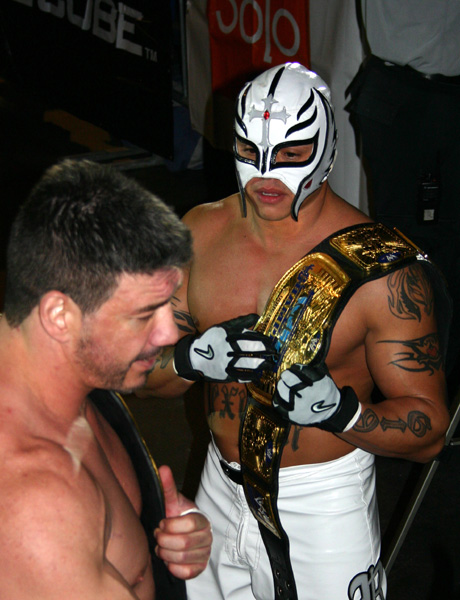
Rey Mysterio con Eddie Guerrero

Rey Mysterio farà Tag Team con l'amico e connazionale (ed ex avversario nel periodo WCW) Eddie Guerrero, e i due riescono a strappare i Titoli di Coppia WWE ai Basham Brothers e a difenderlo più volte. Nasce però in Eddie una sorta di gelosia che lo porterà (con l'incoraggiamento di Chavo Guerrero Jr.) a sfidare Rey a WrestleMania 21, dove Eddie però perderà.

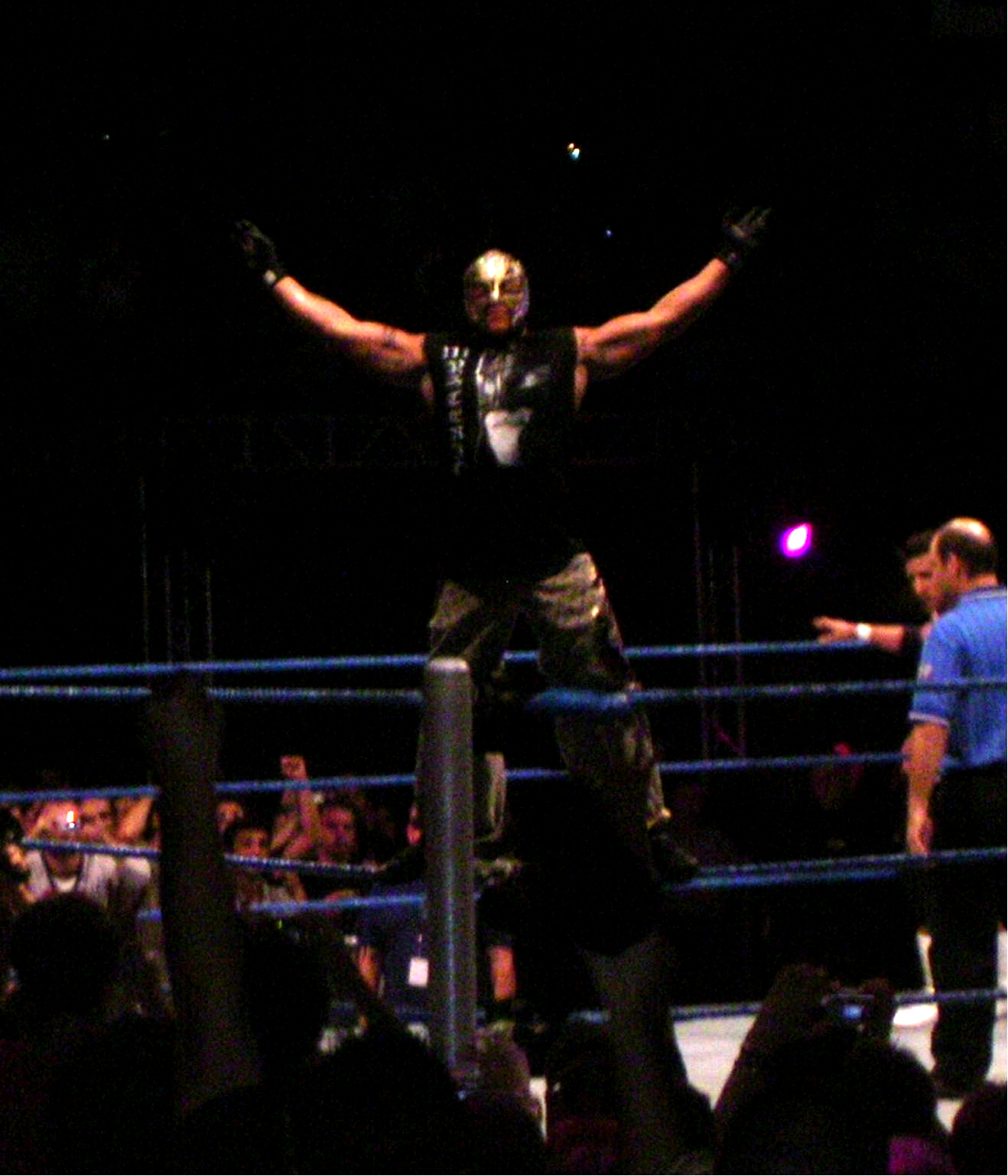
Rey Mysterio sul ring.

La sconfitta nello Showcase of Immortals porta Eddie alla frustrazione: la rivalità diventerà sempre più aspra, ed Eddie comincerà a guardare male l'amico, essendo egli ossessionato dalle continue sconfitte da parte sua. Alla fine, i due perdono anche i Titoli di Coppia WWE contro gli MNM (Joey Mercury & Johnny Nitro). Il 26 aprile a SmackDown! avviene la rivincita, ma Eddie rifiuta di lottare e lascia Rey solo nel ring condannandolo alla sconfitta. I rapporti fra i due peggiorano ulteriormente quando interviene anche il nipote di Eddie, Chavo, che inizia ad attaccare Mysterio la settimana successiva: il tutto porta ad uno Street Fight Match in quella stessa sera fra Chavo e Mysterio. Quest'ultimo trionfa, ma subito dopo viene attaccato anche dagli MNM; Eddie interviene in aiuto di Rey, ma alla fine attacca quest'ultimo lasciandolo a terra insanguinato.
La rivalità è ormai accesa e i due combattono un primo match a Judgment Day 2005 il 22 maggio: il violentissimo match finisce per squalifica, dopo che Eddie attacca Rey con una violentissima sediata. Ma la rivalità continua per mesi coinvolgendo anche Dominick Gutiérrez, il figlio di Rey che, secondo una storyline, sarebbe stato concepito da Eddie ed una prostituta. A SummerSlam 2005, Rey ed Eddie si affrontano in un Ladder Match valevole per la custodia di Dominick, ma inaspettatamente Eddie perderà il match grazie all'interferenza di sua moglie Vickie e così la faida tra I due si conclude con la vittoria di Rey Mysterio. Nella successiva puntata di SmackDown!, Eddie riesce infine a sconfiggere Mysterio in uno Steel Cage Match.
Eddie però muore tragicamente ed inaspettatamente il 13 novembre 2005. Nello stesso giorno, in un "Super Show" della WWE dove si registrano sia SmackDown! sia Raw, Rey si esibisce in un emozionante discorso su Eddie, togliendosi addirittura la maschera (voltandosi verso terra in modo che nessuno lo veda). Sempre nella stessa notte, Rey sconfigge Shawn Michaels in un match interpromozionale; dopo il match, i due contendenti si abbracciano e Mysterio inizia a piangere indicando il cielo. Da allora Rey Mysterio farà qualunque cosa per poter tenere viva la memoria di Eddie Guerrero: portando una fascia di lutto con le iniziali E.G., comincia ad imitare l'amico nel ring, entusiasmando gli spettatori.

#### Vari match e Tag Team con Batista (2005)
Rey Mysterio partecipa anche al main event di Survivor Series 2005 tra il Team Smackdown! (Randy Orton, Batista, Bobby Lashley, John "Bradshaw" Layfield, e Rey) e il Team Raw (Kane, Carlito, Chris Masters, Big Show, e Shawn Michaels). Rey esce trionfante dal match, ma la faida per lui non è ancora finita. Nello SmackDown! successivo al pay per view, Rey Mysterio affronta Big Show, dopo che quest'ultimo era stato schienato da Rey nel Survivor Series Match. Il match finisce però in No Contest dopo l'intervento di Kane, il compagno di coppia di Big Show. Rey affronta quindi in due in coppia con JBL nell'edizione di Smackdown del 5 dicembre. JBL abbandona però il ring a metà match, lasciando Rey solo in balia dei due giganti di Raw. Dopo esser stato sconfitto dai due, Rey è però aiutato da Batista: si forma così una nuova coppia a SmackDown! che sfida i due colossi di Raw in un match ad Armageddon. Ma prima di Armageddon, esattamente il 16 dicembre 2005 a SmackDown!, Batista e Mysterio sconfiggono gli MNM (Joey Mercury & Johnny Nitro) diventando così i nuovi campioni di coppia WWE. Il match contro Big Show e Kane diventa quindi un Champions vs Champions Match, poiché questi due erano i campioni di coppia di Raw, ma viene vinto da quest'ultima coppia. Successivamente, il 30 dicembre 2005 durante SmackDown, in un match contro gli MNM grazie all'intrusione di Mark Henry, Batista e Rey perdono i titoli di coppia a favore dei precedenti rivali MNM. In seguito a questa sconfitta la coppia si scioglie.

#### World Heavyweight Champion e infortunio (2006–2007)
All'inizio del 2006 un altro record si aggiunse nel palmarès di Rey Mysterio: la vittoria della Royal Rumble 2006, avvenuta il 29 gennaio 2006. Entrato col numero 2, entrato con un macchinone alla Eddie Guerrero per rendergli omaggio, Rey resiste fino alla fine dell'incontro in cui elimina per ultimo Randy Orton per vincere il match. Vincendo la Royal Rumble, Mysterio guadagnò una Title shot per il titolo del mondo a WrestleMania XXII, primo match per il titolo mondiale ad un pay-per-view per Rey Mysterio. Inoltre, i 62 minuti di permanenza di Rey nel ring sono un record nella storia della Royal Rumble (battuto solamente da Gunther nel 2023 alla Royal Rumble 2023, resistendo per 71 minuti e 40 secondi). La vittoria di Rey fece arrabbiare letteralmente Randy Orton, eliminato alla fine della Rumble da Rey; Orton sfidò subito Rey ad un match con in palio la Title Shot a No Way Out e la sfida fu subito accettata da Rey. Orton riuscì a strappare a Rey Mysterio, barando, la Title shot per WrestleMania nel match di No Way Out 2006. Il general manager Theodore Long, accortosi dell'ingiusta vittoria di Orton, rimise le cose a posto mettendo Rey Mysterio in un Triple Threat Match per il titolo del mondo a WrestleMania XXII contro il World Heavyweight Champion Kurt Angle ed appunto Randy Orton. Nessuno pensava che Rey Mysterio a WrestleMania 22 potesse cambiare la storia nel wrestling. Nel triple treath match contro Kurt Angle e Randy Orton, Rey Mysterio ne uscì vincitore, battendo il neorivale Randy Orton, conquistando per la prima volta il titolo. Con questa vittoria Rey è entrato nella storia anche come il più basso (165 cm) e leggero (73 kg) campione del mondo nella storia della WWE, tanto che durante il suo regno da campione, il titolo perse la dicitura "Heavyweight". È inoltre il terzo wrestler mascherato (dopo Kane e Mankind) e il terzo wrestler ispanico (dopo Pedro Morales ed Eddie Guerrero) a vincere un titolo mondiale in WWE.
Il 7 aprile 2006 a SmackDown Rey difende per la prima volta il suo titolo contro Randy Orton, trionfando un'altra volta. Il 28 aprile Rey Mysterio difenderà il suo titolo in un'edizione di Smackdown a Londra contro l'altro suo avversario di WrestleMania, ossia Kurt Angle tuttavia il match tra i due terminerà in No Contest a causa dell'intromissione di Mark Henry ai danni di Angle. Nella prima difesa del titolo in un pay-per-view, Judgment Day, il 21 maggio 2006, batte JBL che in seguito al rematch è costretto a lasciare SmackDown! e riciclarsi come commentatore.

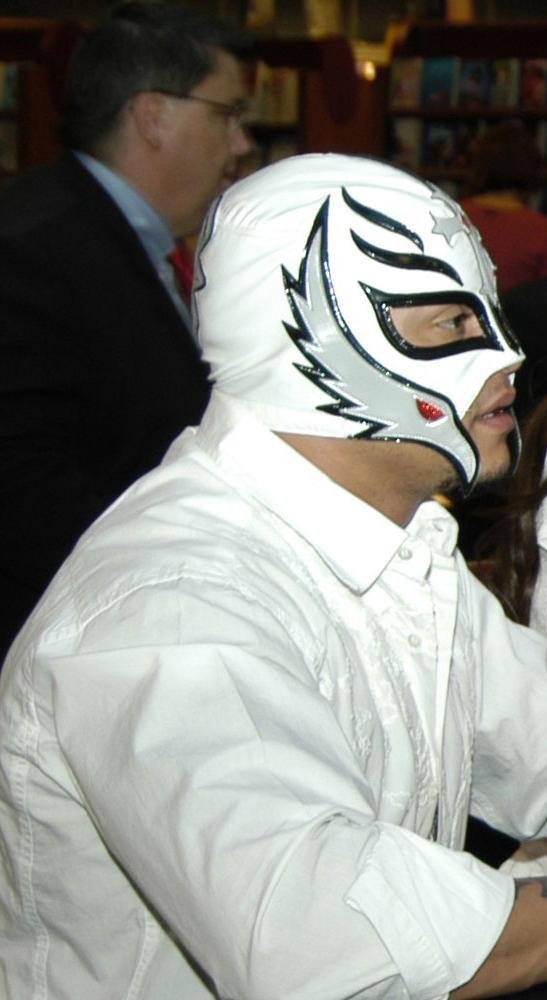
Rey Mysterio nel 2005

Mysterio viene poi sconfitto da Rob Van Dam a WWE vs. ECW il 7 giugno 2006, ma senza titolo né Money in the Bank in palio. Immediatamente dopo l'evento Paul Heyman, tenendo conto del suo passato in ECW, gli offre un posto nel nuovo roster, ma "Mr.619" rifiuta. A One Night Stand 2006 Rey Mysterio affronta la leggenda ECW Sabu. Il match è violentissimo e solo gli arbitri pongono fine al match, che finisce in parità. Successivamente Mysterio affronta Kurt Angle in un non title match venendo sconfitto per count out ma ricevendo comunque i complimenti dal rivale per l'ottimo match da loro disputato.
Inizia quindi una faida con King Booker dopo che Booker vinse una Battle Royal con in palio l'occasione di affrontare Mysterio a The Great American Bash per il World Heavyweight Championship. In quella stessa notte King Booker aggredì brutalmente il campione con l'aiuto di Queen Sharmell. Rey si vendicherà dall'attacco di King Booker attaccandolo la settimana successiva durante la sua celebrazione per la vittoria della Battle Royal. Il pay-per-view The Great American Bash segna però la fine del suo regno di campione: nel corso dell'evento, Rey perde il match titolato contro King Booker, il quale si aggiudica la contesa grazie al prezioso aiuto della moglie Sharmell e all'inatteso turn heel di Chavo jr. il quale mette fuori gioco Rey con una "sediata". Rey perderà anche la rivincita della settimana successiva a SmackDown!, di nuovo a causa di Chavo Guerrero. A SummerSlam i due si sfidano di nuovo e la contesa viene vinta da Chavo Jr. Chavo deve però ringraziare Vickie (moglie di Eddie Guerrero), che nel tentativo di mettere fine alla lotta fa cadere Rey dalle corde, permettendo a Chavo un facile schienamento dopo una Frog Splash; Vickie a questo punto volta apertamente le spalle a Rey. Al pay-per-view No Mercy Rey Mysterio sconfigge Chavo Jr. in un Falls Count Anywhere match. La sfida continua, Chavo sfida Rey in un I Quit Match e vince il match colpendo Mysterio con la sedia. La settimana successiva Rey al microfono ringrazia i suoi fan per il supporto ma viene nuovamente attaccato da Chavo e Vickie. Ad aiutare Rey ci pensa Chris Benoit che si schiera apertamente contro Chavo Jr. Ciò porterà ad un match tra i due al successivo pay-per-view.
Nell'ottobre 2006 è costretto ad abbandonare il ring per sottoporsi ad un intervento chirurgico al ginocchio.
Il 19 marzo 2007 il nome di Gutierrez è apparso sul sito internet della rivista Sports Illustrated, contenuto in un elenco di nominativi riguardanti sportivi implicati in un caso di doping nel mondo dello sport statunitense. L'articolo menzionava diversi wrestler ed ex-wrestler della World Wrestling Entertainment; nello specifico, Gutierrez era sospettato di aver acquistato del nandrolone e dello stanozolol, degli steroidi. La WWE rilasciò un comunicato nel quale ricordava che, qualora i wrestler abbiano effettivamente fatto uso delle sostanze incriminate, ciò comunque è avvenuto prima che venisse messo in atto il Talent Wellness program (programma di monitoraggio dei wrestler per prevenire l'uso di sostanze dopanti), iniziato nel febbraio del 2006.
Il suo rientro avviene a SummerSlam in un match vinto contro Chavo Guerrero. Ad Unforgiven 2007 ha lottato contro Batista e The Great Khali in un match valido per il World Heavyweight detenuto dal gigante indiano; a vincere il match fu Batista, il quale si è laureato nuovo campione.
Rey Mysterio ottiene una title shot per il World Heavyweight Championship vincendo un Beat the Clock challenge il 4 gennaio 2008, ottenendo un match contro il campione Edge per la Royal Rumble 2008; il match fu vinto dal canadese, il quale mantenne quindi la cintura. Durante un tour della WWE fuori dagli Stati Uniti Rey si è infortunato ad un bicipite, ciò nonostante ha deciso di lottare comunque assieme ad Edge nel match in programma a No Way Out 2008, vinto da quest'ultimo. Durante la puntata di SmackDown registrata il 19 febbraio 2008 Mysterio ha comunicato la sua volontà di operarsi per sistemare il bicipite infortunato.

#### Varie faide e opportunità titolate (2007–2009)
Mysterio iniziò poi una rivalità con Finlay, che affrontò a No Mercy ma l'incontro terminò in un no contest. La faida si concluse a Cyber Sunday in un stretcher match che fu vinto da Mysterio. Alcuni mesi più tardi, Mysterio vinse un Beat the Clock Challenge e divenne primo sfidante al World Heavyweight Championship detenuto da Edge che affrontò in un incontro alla Royal Rumble, vinto da Edge. Mysterio affrontò Edge nel rematch per il titolo a No Way Out, vinto ancora una volta da Edge. Nella puntata di SmackDown! del 22 febbraio, Rey annunciò che il suo infortunio lo avrebbe tenuto fuori dalle scene per sei mesi.

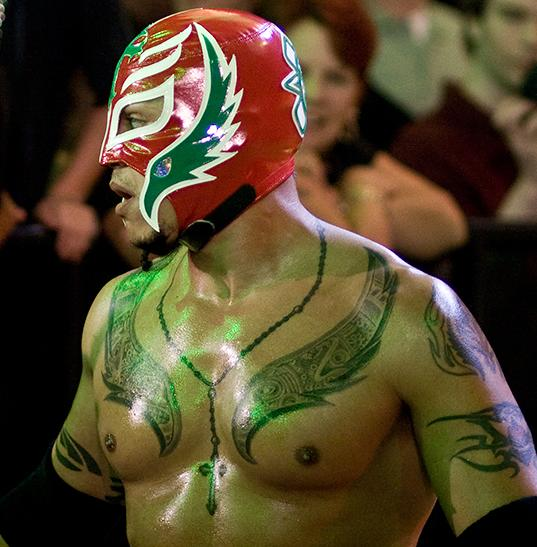
Mysterio a Raw.

Mysterio fece il suo ritorno nella puntata di Raw del 23 giugno 2008, nell'omonimo serata si svolse il draft, Mysterio fu la prima scelta assoluta e la prima per quanto riguarda Raw. Il rientro sul ring avvenne il 7 luglio a Raw sconfiggendo Santino Marella. Durante la puntata di Raw dell'11 agosto Kane tirò fuori dal sacchetto che ha portato con sé per diverso tempo la maschera di Rey Mysterio, annunciando la sua morte. Tuttavia la settimana successiva Kane rivelò di aver torturato Mysterio ma di averlo lasciato in vita. In realtà Mysterio era fermo a causa di un infortunio ad un bicipite. Il suo rientro nel ring avvenne a Unforgiven, dove prese il posto di un infortunato John Cena all'interno del Championship Scramble match per il World Heavyweight Championship, vinto poi da Chris Jericho. Intanto, continuò la rivalità con Kane che affrontò a No Mercy in un incontro in cui mise in palio la sua maschera, che vinse per squalifica dopo che Kane lo colpì con una sedia di acciaio. A Cyber Sunday, sconfisse ancora una volta Kane in un No Holds Barred match. La faida si concluse alle Survivor Series, quando il capitanato da Shawn Michaels (con Mysterio) sconfisse quello di JBL (con Kane). Mysterio prese parte alla sua quarta Royal Rumble; entrò con il numero 1 e rimase nel ring per quarantanove minuti e ventiquattro secondi, prima di essere eliminato da Big Show. La notte seguente a Raw, si qualificò per l'Elimination Chamber match valevole per il World Heavyweight Championship a No Way Out, ma fu eliminato per ultimo dal vincitore Edge.

#### Intercontinental Champion (2009)
PIù tardi, John "Bradshaw" Layfield (JBL) accettò la sfida di Mysterio per WrestleMania XXV valevole per il WWE Intercontinental Championship, che Mysterio vinse in 21 secondi. Questa vittoria fece diventare Mysterio il ventunesimo Triple Crown Champion nella storia della WWE. Con il draft svoltosi nella puntata di Raw del 13 aprile, Mysterio fu la dodicesima scelta assoluta e la quinta per quanto riguarda SmackDown, portando il Titolo Intercontinentale a SmackDown per la prima volta dal 2002. Iniziò una rivalità con Chris Jericho, difendendo con successo il Titolo Intercontinentale contro di lui a Judgment Day. A Extreme Rules, Jericho tolse la maschera a mysterio e lo schienò per vincere l'Intercontinental Championship; mentre Mysterio cercò di coprirsi il volto dopo essere stato mascherato, Jericho colse l'opportunità di schienarlo e di vincere il titolo. A The Bash, Mysterio sconfisse Jericho in un Title vs. Mask match riconquistando l'Intercontinental Championship. Iniziò una faida con Dolph Ziggler che sconfisse a Night of Champions ed a SummerSlam.

#### Reunion e faida con Batista (2009–2010)
Dopo una breve sospensione, tornò al pay-per-view Hell in a Cell affiancando Batista per gli World Tag Team Championship contro i campioni Big Show & Chris Jericho, dove però furono sconfitti. Successivamente a Bragging Rights Rey partecipò ad un "Fatal Four Way Match" per il World Heavyweight Championship, a cui presero parte Batista, CM Punk e The Undertaker; a fine match Batista effettuò un turn heel ai danni di Mysterio, scaraventandolo contro le barriere di protezione dell'area-ring, poiché aveva fermato un conteggio dello stesso su The Undertaker dopo una Batista Bomb. Dopo alcuni scontri durante le puntate seguenti di Smackdown, i due arrivarono a sfidarsi in un match a Survivor Series, nel quale però venne sconfitto per TKO e portato via in barella. Nella puntata di SmackDown del 18 dicembre sconfisse Batista per diventare lo sfidante per il World Title, il quale era sempre detenuto da The Undertaker. Il match si disputò la settimana seguente, durante la puntata natalizia, e terminò in no-contest a causa di un'intromissione sempre dello stesso "The Animal". Allora il 1º gennaio 2010 Mr.619 tentò di nuovo la scalata al titolo vincendo un "Beat the Clock Challange", ma siccome questa volta fu Mysterio ad intervenire nel match tra Batista & R-Truth, Vickie Guerrero determinò di nuovo un incontro tra i due, per determinare lo sfidante al titolo. La settimana successiva però l'incontro finì in No-Contest a causa dell'interferenza di The Undertaker;
perciò il match venne spostato e trasformato in uno Steel Cage, e qui Rey vinse di nuovo, ma fu sconfitto per l'ennesima volta da The Undertaker alla Royal Rumble.

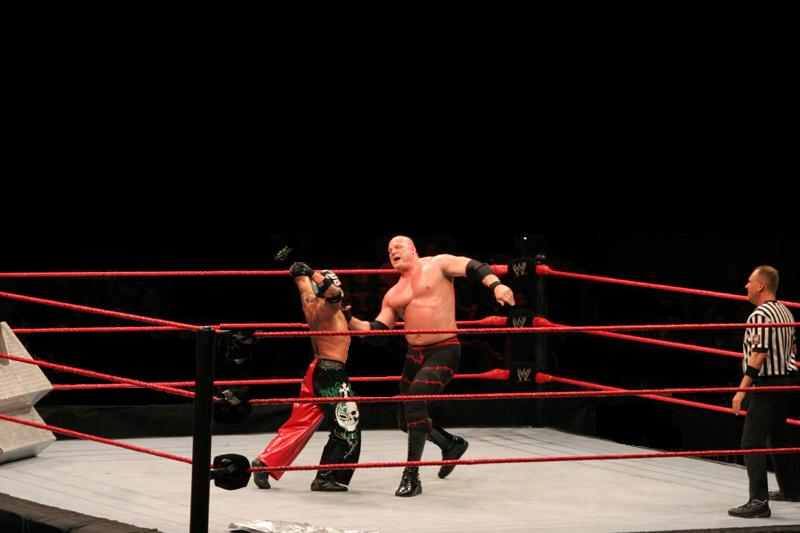
Rey Mysterio in un match contro Kane.

#### Faida con CM Punk (2010)
Dopo questa sconfitta, Mysterio prese parte al match di qualificazione per l'Elimination Chamber, organizzata per l'omonimo PPV, del roster blu, e riesce a vincerlo. Nella puntata antecedente al pay-per-view, Mysterio inizia una faida con CM Punk e la sua " Staight Edge Society", dopoche questi ultimi lo avevano attaccato nel post-match vinto proprio da Rey contro quest'ultimo. Nell'Elimination Chamber, Rey non brillò ma riuscì ad eliminare proprio Punk, prima di essere eliminato da John Morrison. Nelle settimane seguenti gli scontri tra i due continuano a susseguirsi, il più importante fu l'intervento di Mysterio durante il "Money In The Bank Ladder Qualification Match", che determinò la sconfitta di Punk vincitore delle ultime due edizioni; si arrivò quindi alla stipulazione di un incontro per Wrestlemania XXVI, il quale in caso di sconfitta, Rey sarebbe dovuto unirsi alla SES. Nello "Showcase of the Immortals" Rey Mysterio riuscì ad imporsi su Punk ed a rifiutare l'iscrizione al gruppo. Il feud, però, continuò e arrivò ad un match per Extreme Rules, in cui la sconfitta di CM Punk avrebbe portato quest'ultimo a rasarsi i capelli; ma per un'intromissione di uno spettatore sconosciuto (Kayfabe) Punk riuscì a salvare i suoi capelli. Il 7 maggio Rey annunciò un incontro tra lui e Punk "Iscrizione alla SES vs Rasatura", per il pay-per-view Over The Limit. A vincere è stato Rey Mysterio che ha dunque fatto rasare a zero CM Punk.

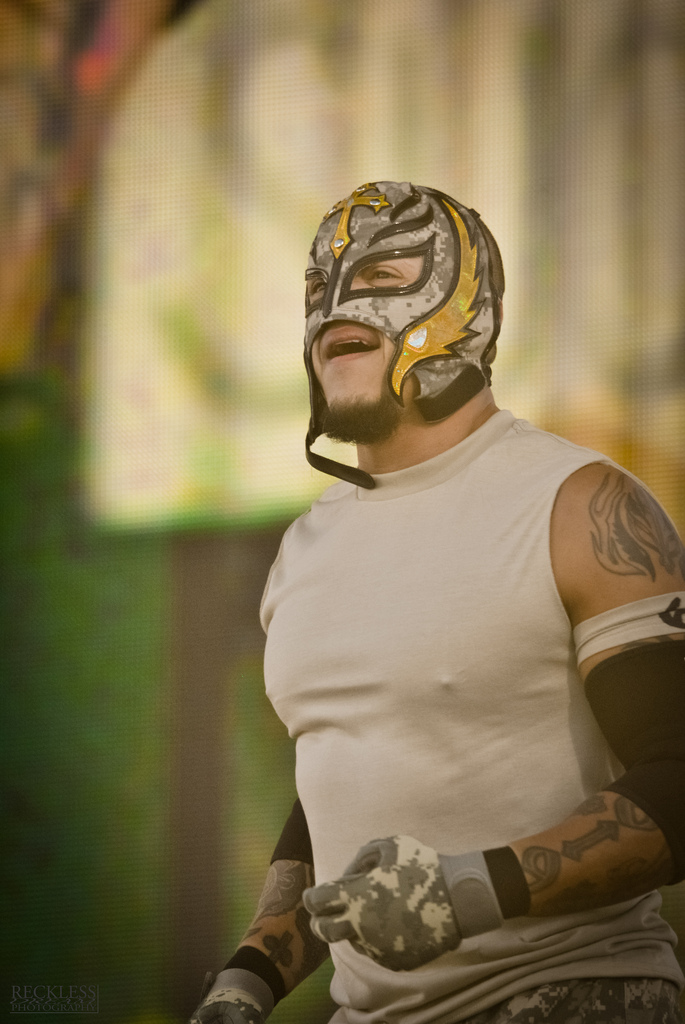
Mysterio nel 2010

#### Titoli mondiali, varie faide e sospensione (2010–2012)
Nella puntata di SmackDown del 28 maggio, Mysterio perse l'incontro di qualificazione per il World Heavyweight Championship a Fatal 4-Way, contro The Undertaker. The Undertaker soffrì di un legittimo infortunio durante il match, venne ideata una storyline che vide Undertaker essere stato trovato in stato vegetativo da suo fratello Kane. A SmackDown del 4 giugno, Mysterio vinse una battle royal prendendo il posto di The Undertaker a Fatal 4-Way dopo aver eliminato per ultimo Kane, e all'evento vinse il World Heavyweight Championship per la seconda volta che incluse il campione Jack Swagger, Big Show e CM Punk. A Money in the Bank, sconfisse Swagger per mantenere il titolo del mondo, tuttavia, fu attaccato da Swagger dopo il match. Kane, che vinse il Money in the Bank ladder match quella sera, lo incassò e sconfisse Mysterio per vincere il World Heavyweight Championship. Più tardi Kane diede la colpa a Mysterio per quanto accaduto a The Undertaker. Nella puntata di SmackDown del 20 luglio, sconfisse Swagger in un two out of three falls match rimanendo il primo sfidante al World Heavyweight Championship, ottenendo un incontro titolato contro Kane a SummerSlam, che fu vinto da Kane.
Nella puntata di SmackDown del 20 agosto, perse per sottomissione contro il debuttante Alberto Del Rio. Del Rio, tuttavia, continuò ad attaccarlo e lo mise fuori causa per un mese. Nella puntata di SmackDown dell'8 ottobre, Mysterio sconfisse Del Rio mettendo fine alla sua imbattibilità. A Bragging Rights, Mysterio rappresentò il Team di SmackDown e sconfisse il Team Raw. Alle Survivor Series, Mysterio portò il suo team alla vittoria contro il Team Del Rio, ed a TLC: Tables, Ladders & Chairs, entrambi presero parte al Fatal 4-way match per il World Heavyweight Championship, vinto da Edge. La faida tra Mysterio e Del Rio si concluse il 7 gennaio 2011 a SmackDown in un two out of three falls match, vinto da Del Rio.
Nella puntata di SmackDown del 21 gennaio, Mysterio sconfisse Cody Rhodes. Durante il match, ruppe il naso di Rhodes quando lo colpì con la 619. Alla Royal Rumble, partecipò al Royal Rumble match con il numero 29, ma venne eliminato da Wade Barrett. A Elimination Chamber, prese parte all'Elimination Chamber match per il World Heavyweight Championship, ma eliminato per ultimo dal campione Edge. Nella puntata di SmackDown del 25 febbraio, Mysterio fu attaccato da Cody Rhodes con la complicità dal padre, Dusty Rhodes. Mysterio iniziò una rivalità con Rhodes e si affrontarono in un match a WrestleMania XXVII, vinto da Rhodes ed a Extreme Rules in un Falls Count Anywhere match, che fu vinto da Mysterio.

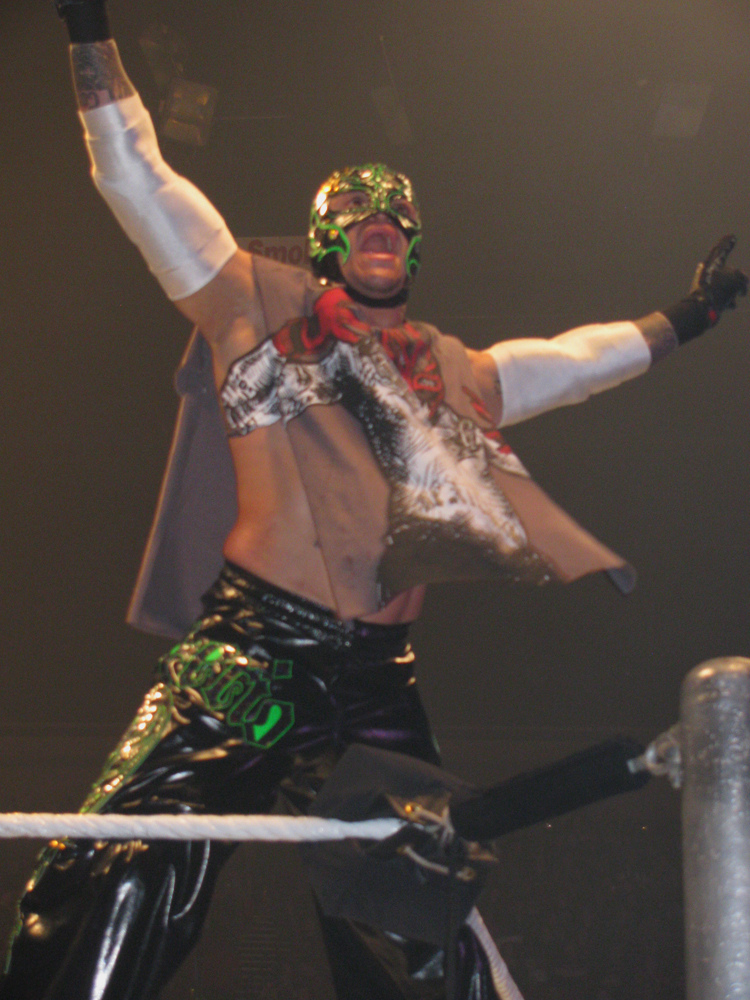
Mysterio nel 2011

Durante il draft 2011, svoltosi nella puntata di Raw del 25 aprile, Mysterio fu la seconda scelta assoluta e la prima per quanto riguarda Raw. Nella puntata di Raw del 9 maggio, Mysterio perse il triple threat match che avrebbe decretato il primo sfidante al WWE Championship. Dopo il match, fu attaccato da R-Truth, il quale portò a un incontro tra i due a Over the Limit, che fu vinto da R-Truth. Nel mese di maggio, Mysterio iniziò una rivalità con CM Punk, che terminò a Capitol Punishment, con la vittoria di Punk. A Money in the Bank del 17 luglio, prese parte al Money in the Bank ladder match, che venne vinto dal suo vecchio rivale Alberto Del Rio. La notte seguente a Raw, Mysterio vinse per la prima volta il vacante WWE Championship sconfiggendo The Miz nella finale del torneo. Più tardi quella sera, lo perse contro John Cena. Verso la fine di agosto, Mysterio subì un infortunio al ginocchio e fu messa in atto una storyline che vide Del Rio responsabile dell'infortunio.
Il 26 aprile 2012, la WWE riportò che Mysterio fu sospeso per 60 giorni per aver violato per la seconda volta il Wellness Program e che la sua sospensione sarebbe terminata il 25 giugno.

#### Tag team con Sin Cara (2012–2013)
Dopo un'assenza durata quasi un anno, Mysterio tornò nella puntata di Raw del 16 luglio salvando Zack Ryder da un attacco del suo vecchio rivale, Alberto Del Rio. Quattro giorni più tardi a SmackDown, Mysterio fece il suo ritorno sul ring quando fece coppia con l'allora World Heavyweight Champion Sheamus e li vide sconfiggere Del Rio e Dolph Ziggler per squalifica. A SummerSlam del 19 agosto, Mysterio perse contro The Miz in un incontro valido per il WWE Intercontinental Championship. Durante la contesa, Mysterio fu vittima di una contusione, che lo rese inattivo per una settimana, e tornò nella puntata di SmackDown del 31 agosto sconfiggendo Cody Rhodes. A Night of Champions del 16 settembre, fallì ancora una volta la conquista dell'Intercontinental Championship di The Miz in un fatal-four way match che incluse anche Cody Rhodes e Sin Cara. La notte seguente a Raw, Mysterio e Cara debuttano come tag team sconfiggendo Primo & Epico in un tag team match, per poi essere attaccati dai Prime Time Players. Secondo Mysterio, prese la decisione di abbandonare la WWE in quel periodo quando vide che non c'erano piani per il team formato da lui e Sin Cara. Nel mese di ottobre, Mysterio e Cara parteciparono a un torneo per il WWE Tag Team Championship, sconfiggendo Primo ed Epico al primo turno ed i Prime Time Players alle semifinali. Mysterio e Sin Cara avrebbero dovuto affrontare Cody Rhodes e Damien Sandow il 15 ottobre a Raw, ma il match fu posticipato in quanto Mysterio soffrì di una gastroenterite. La finale si svolse la settimana successiva a Raw del 22 ottobre, dove insieme a Sin Cara vennero sconfitti da Rhodes e Sandow. Alle Survivor Series del 18 novembre, Mysterio e Sin Cara emersero vincitori in un 10-man elimination tag team match insieme a Brodus Clay, Justin Gabriel e Tyson Kidd contro Epico, Primo, Prime Time Players e Tensai. A TLC: Tables, Ladders & Chairs, Mysterio e Sin Cara furono sconfitti dal Team Rhodes Scholars (Cody Rhodes e Damien Sandow) in un Table match valido per lo status di sfidanti al WWE Tag Team Championship. Dopo un periodo di pausa dovuto a un infortunio di Sin Cara. Mysterio tornò alla Royal Rumble nell'omonimo incontro, entrando con il numero 14 ma fu eliminato da Wade Barrett. Nella puntata di SmackDown successiva all'evento, Mysterio e Sin Cara sconfissero gli allora campioni di coppia WWE, il Team Hell No in un incontro non titolato. Nel mese di marzo, Mysterio si prese un altro periodo di assenza a causa di un legittimo infortunio al ginocchio, che fu spiegato in storyline come frutto di un attacco di Mark Henry.

#### Apparizioni sporadiche (2013–2015)
Dopo otto mesi, Mysterio tornò a un house show del 17 ottobre, e tornò in televisione come parte del team di commento di lingua spagnola a Hell in a Cell. Nella puntata di Raw del 18 novembre, Mysterio salvò CM Punk e Daniel Bryan da un attacco della Wyatt Family e dei Real Americans, ciò portò a Mysterio a far parte del traditional 10-man elimination tag team match alle Survivor Series che il team di Mysterio perse dopo fu eliminato per ultimo dall'unico sopravvissuto Roman Reigns. A TLC, Mysterio fece coppia con Big Show furono sconfitti da Cody Rhodes e Goldust per il WWE Tag Team Championship in un four-way match che incluseo anche i RybAxel (Ryback e Curtis Axel) ed i Real Americans. Alla Royal Rumble del 26 gennaio, Mysterio partecipò al Royal Rumble match come trentesimo partecipante, ma fu eliminato da Seth Rollins. A WrestleMania XXX, prese parte alla prima André the Giant Memorial Battle Royal ma venne eliminato da Cesaro. Nella puntata di Raw del 7 aprile 2014, combatté il suo ultimo match contro il rientrante Bad News Barrett, che perse.
Alla scandenza del suo contratto nel febbraio del 2015, lasciò la compagnia dopo quasi 13 anni.

### Ritorno in AAA (2015–2016)
Il 18 marzo 2015, Rey Mysterio ha fatto il suo ritorno nella Lucha Libre AAA Worldwide durante l'iPPV Rey de Reyes, dove insieme a Myzteziz ha sconfitto i Los Perros del Mal. Il 20 marzo 2015 a Tijuana, durante uno show indipendente, Rey Mysterio e Extreme Tiger affrontarono Manik e El Hijo del Perro Aguayo in un tag team match. Subito dopo un "calcio" di Mysterio, El Hijo del Perro Aguayo subì la frattura di 3 vertebre, frattura che lo avrebbe portato alla morte qualche ora dopo in ospedale. La morte fu causata da un problema alle corde del ring, non al "calcio" di Mysterio.
Il 24 marzo 2015, Mysterio insieme a Alberto El Patron e Myzteziz (Il Dream Team) partecipa e vince la Lucha Libre World Cup 2015 sconfiggendo in finale il Team TNA/Lucha Underground (Matt Hardy, Mr. Anderson, Johnny Mundo).
Il 9 agosto 2015 batte nel main event di TripleManía XXIII, Myzteziz che nel post-match lo attacca effettuando un turn heel e lo sfida ad un Mask vs Mask. Match che non si svolgerà a causa dell'abbandono della federazione di Myzteziz. Il 13 settembre 2015 a Ring & Rock StAAArs 4 Rey Mysterio, Fénix e Pshyco Clown battono Brian Cage, El Mesias e Myzteziz mentre il 4 ottobre 2015 a Heroes Immortals IX Garza Jr., Psycho Clown e Mysterio vengono sconfitti da El Hijo del Fantasma, El Texano Jr. e Myzteziz.
Mysterio smette di apparire in eventi dell'AAA a causa di problemi tra di lui e la dirigenza: la federazione avrebbe smesso di pagarlo per queste date da diversi mesi, spingendo così il wrestler messicano a saltare diversi show della promotion messicana, come segno di protesta per la sua situazione.

### Lucha Underground (2016–2018)
Mysterio inizia ad apparire dalla seconda serie di Lucha Underground come maestro di Dragon Azteca Jr. Combatte per la prima volta nell'episodio 9 nell'Aztec Warfare. Va vicino alla vittoria, infatti è l'ultimo eliminato ma a vincere il titolo è Matanza Cueto. Insieme al suo allievo Dragon Azteca e Prince Puma partecipa al torneo per decretare i nuovi sfidanti ai Trio Tag Team Championship, battendo nell'episodio 12 Cage, Johnny Mundo e Taya.

### Apparizioni in WWE (2018)
Il 28 gennaio 2018, alla Royal Rumble 2018, Rey Mysterio tornò in WWE entrando con il numero 27 nel Royal Rumble match e venendo eliminato da Finn Bálor dopo aver eliminato Adam Cole.
Il 27 aprile, a Greatest Royal Rumble, partecipò al Royal Rumble match a 50 uomini entrando con il numero 28 e venendo eliminato da Baron Corbin dopo aver eliminato Luke Gallows.

### New Japan Pro-Wrestling (2018)
Mysterio ha fatto il suo debutto nella New Japan Pro-Wrestling il 9 giugno 2018 a Dominion 6.9 in Osaka-jo Hall dove, insieme a Hiroshi Tanahashi e Jushin Thunder Liger, ha sconfitto Adam Page, Cody e Marty Scurll.

### Ritorno in WWE (2018–presente)

#### Varie faide (2018–2019)
Il 19 settembre 2018 la WWE ha annunciato che Rey Mysterio ha firmato un contratto di due anni con la federazione.
Il 9 ottobre 2018 a SmackDown la WWE ha annunciato con un promo che Rey Mysterio avrebbe fatto il suo ritorno in federazione la settimana successiva nello speciale dello show blu.
Rey Mysterio fece il suo ritorno in WWE nella puntata speciale SmackDown 1000 del 16 ottobre dove sconfisse il WWE United States Champion Shinsuke Nakamura in un match non titolato, qualificandosi per il torneo per la WWE World Cup a Crown Jewel. Il 2 novembre, a Crown Jewel, Mysterio sconfisse Randy Orton nei quarti di finale della WWE World Cup ma poi perse contro The Miz in semifinale. Il 18 novembre, a Survivor Series, Mysterio prese parte al 5-on-5 Traditional Survivor Series Elimination match contro il Team Raw ma venne eliminato da Braun Strowman. Il 16 dicembre, a TLC: Tables, Ladders & Chairs, Mysterio sconfisse Randy Orton in un Chairs match. Nella puntata di SmackDown del 1º gennaio 2019 Mysterio partecipò ad un Fatal 5-Way match per determinare lo sfidante al WWE Championship che comprendeva anche AJ Styles, Mustafa Ali, Randy Orton e Samoa Joe ma il match venne vinto da Styles. Nella puntata di SmackDown del 22 gennaio Mysterio ha sconfitto Andrade in un 2-out-of-3 Falls match per 2-1, chiudendo la faida iniziata pochi mesi prima. Il 27 gennaio, alla Royal Rumble, Mysterio partecipò al match omonimo entrando col numero 25 ma venne eliminato da Randy Orton. Nella puntata di SmackDown del 26 febbraio Mysterio partecipò ad un Triple Threat match per lo United States Championship che includeva anche il campione R-Truth e Andrade ma il match venne vinto dal campione. Nella puntata di SmackDown del 5 marzo Mysterio partecipò ad un Fatal 4-Way match per lo United States Championship che comprendeva anche il campione R-Truth, Andrade e Samoa Joe ma il match venne vinto da quest'ultimo. Il 10 marzo, a Fastlane, la scena si ripeté nuovamente con Joe che riuscì a trionfare su Mysterio, Andrade e R-Truth mantenendo la cintura statunitense. Il 7 aprile, a WrestleMania 35, Mysterio affrontò poi singolarmente Samoa Joe per lo United States Championship ma venne sconfitto dopo appena un minuto.

#### United States Champion e varie faide (2019–2020)
Con lo Shake-up del 15 aprile 2019 Mysterio passò al roster di Raw; quella stessa sera, Mysterio interruppe il promo di Elias, ma venne attaccato poco dopo da Lars Sullivan. Nella puntata di Raw del 22 aprile Mysterio partecipò ad un Triple Threat match contro AJ Styles e Samoa Joe per determinare uno dei due wrestler che si sarebbero affrontati poi in singolo per determinare lo sfidante di Seth Rollins per l'Universal Championship ma il match venne vinto da Styles. Il 19 maggio, a Money in the Bank, Mysterio sconfisse Samoa Joe in poco meno di due minuti conquistando lo United States Championship per la prima volta (con questa vittoria Mysterio completò il Grand Slam Championship come 14º vincitore nel nuovo formato), nonostante uno schienamento non regolare, e al termine dell'incontro, inoltre, Mysterio venne brutalmente attaccato dallo stesso Joe venendo infortunato ad una spalla (kayfabe). Nella puntata di Raw del 3 giugno Mysterio dovette rendere il titolo a Joe a causa di un infortunio alla spalla, oltre allo schienamento non legale avvenuto a Money in the Bank. Mysterio tornò nella puntata di Raw dell'8 luglio dove venne pesantemente sconfitto da Bobby Lashley. Nella puntata di Raw del 15 luglio Mysterio partecipò ad una 10-man Battle Royal per determinare lo sfidante di Brock Lesnar per l'Universal Championship ma venne eliminato. Nella puntata di Raw del 29 luglio Mysterio partecipò ad un Gauntlet match per determinare lo sfidante allo United States Championship di AJ Styles ma, dopo aver eliminato Cesaro e Sami Zayn, venne eliminato da Andrade. Nella puntata di Raw del 23 settembre Mysterio vinse un Fatal 5-Way Elimination match eliminando per ultimo Robert Roode, diventando lo sfidante all'Universal Championship di Seth Rollins. Nella puntata di Raw del 30 settembre Mysterio avrebbe dovuto affrontare Seth Rollins per l'Universal Championship ma venne brutalmente attaccato (e con lui anche suo figlio Dominik) da Brock Lesnar, risultando impossibilitato a partecipare all'incontro (kayfabe). Il 24 novembre, a Survivor Series, Mysterio affrontò Lesnar in un No Holds Barred No Disqualification match per il WWE Championship ma, nonostante l'intervento del figlio Dominik, venne sconfitto. Nella puntata di Raw del 25 novembre Mysterio vinse un Fatal 4-Way match che comprendeva anche Drew McIntyre, Randy Orton e Ricochet, diventando lo sfidante allo United States Championship di AJ Styles; quella stessa sera, poco dopo, Mysterio sconfisse Styles conquistando lo United States Championship per la seconda volta. Nella puntata di Raw del 9 dicembre Mysterio difese con successo il titolo contro AJ Styles. Nella puntata di Raw del 23 dicembre Mysterio difese con successo il titolo contro Seth Rollins per squalifica dopo essere stato attaccato dagli AOP. Il 26 dicembre, durante un House Show al Madison Square Garden di New York, Mysterio perse il titolo contro Andrade dopo 31 giorni di regno. Nella puntata di Raw del 6 gennaio 2020 Mysterio affrontò Andrade per lo United States Championship nella rivincita del Madison Square Garden ma venne sconfitto; successivamente, Andrade smascherò Mysterio, umiliandolo. Nella puntata di Raw del 20 gennaio Mysterio affrontò nuovamente Andrade in un Ladder match per lo United States Championship ma fallì ancora una volta. Il 26 gennaio, alla Royal Rumble, Mysterio partecipò al match omonimo entrando col numero 7, ma venne eliminato dal WWE Champion Brock Lesnar. Il 27 febbraio, a Super ShowDown, Mysterio avrebbe dovuto partecipare ad un Gauntlet match per il Tuwaiq Trophy ma, prima di poter affrontare AJ Styles, venne attaccato nel backstage da Luke Gallows e Karl Anderson, venendo impossibilitato a partecipare alla contesa. Nella puntata di Raw del 20 aprile Mysterio sconfisse Murphy, qualificandosi per il Money in the Bank Ladder match. Il 10 maggio, a Money in the Bank, Mysterio partecipò all'omonimo incontro che comprendeva anche AJ Styles, Aleister Black, Daniel Bryan, King Corbin e Otis ma il match venne vinto da quest'ultimo.

#### Tag team con Dominik (2020–2022)

Rey Mysterio con il figlio Dominik nel 2022 a Clash at the Castle

Nella puntata di Raw dell'11 maggio Rey Mysterio e Aleister Black sconfissero Murphy e Seth Rollins per squalifica; in seguito, Rollins attaccò brutalmente Mysterio ad un occhio, ferendolo (kayfabe). Dopo una lunga assenza dal ring (apparendo solo in vari video in diretta), Mysterio venne supportato dal figlio Dominick. Il 19 luglio, a The Horror Show at Extreme Rules, Mysterio venne sconfitto da Seth Rollins in un eye for an eye match, in cui Rey, come da stipulazione, perse l'occhio destro (kayfabe), venendo costretto successivamente ad indossare una speciale maschera con una copertura sull'orbita destra. Il 23 agosto, a SummerSlam, Rey Mysterio accompagnò suo figlio Dominik Mysterio al suo debutto contro Seth Rollins match vinto da quest'ultimo. La sera dopo, a Raw, Rey e Dominik fecero il loro debutto come Tag Team contro Rollins e Murphy match finito in no-contest con l'attacco della Retribution. Il 30 agosto, a Payback, Rey e Dominik sconfissero Murphy e Rollins. Il 9 ottobre, per effetto del Draft 2020, Rey e Dominik passarono al roster di SmackDown. Nella puntata di SmackDown del 6 novembre Mysterio affrontò King Corbin per un posto nel Team SmackDown a Survivor Series ma, a causa della distrazione di Rollins prima e di Murphy e Aalyah (figlia di Rey) poi, venne sconfitto. Nella puntata di SmackDown del 13 novembre Mysterio (tornato ad usare la sua normale maschera senza copertura sull'occhio destro) sconfisse Rollins in un no hold barred match grazie all'aiuto di Murphy, accettandolo nel finale come fidanzato di sua figlia Aalyah (kayfabe). Il 22 novembre, nel Kick-off di Survivor Series, Mysterio partecipò ad una battle royal tra Raw e SmackDown ma venne eliminato da Dolph Ziggler. Nella puntata di SmackDown dell'8 gennaio 2021 Mysterio partecipò ad un gauntlet match per determinare lo sfidante all'Universal Championship di Roman Reigns ma, dopo aver eliminato subito Sami Zayn, venne eliminato da Shinsuke Nakamura.
Il 31 gennaio, a Royal Rumble, Mysterio partecipò all'match omonimo entrando col numero 26 ma venne eliminato da Omos (che non era un partecipante alla contesa). Nella puntata speciale WrestleMania SmackDown del 9 aprile Rey e Dominik presero parte ad un Fatal 4-way tag team match valevole per lo SmackDown Tag Team Championship detenuto da Dolph Ziggler e Robert Roode e comprendente anche l'Alpha Academy e gli Street Profits ma il match venne vinto dai campioni. Il 16 maggio, a WrestleMania Backlash, Rey e Dominik sconfissero Dolph Ziggler e Robert Roode conquistando lo SmackDown Tag Team Championship per la prima volta. Il 4 giugno, a SmackDown, Rey e Dominik difesero i titoli contro gli Usos per due volte la stessa sera, la prima volta in maniera netta la seconda per squalifica a causa dell'intervento di Roman Reigns. Il 18 giugno, a SmackDown, Mysterio affrontò Reigns per l'Universal Championship in un hell in a cell match ma venne sconfitto. Il 18 luglio, nel kickoff di Money in the Bank, Rey e Dominik persero i titoli a favore degli Usos dopo 63 giorni di regno. Il 21 agosto, a SummerSlam, Rey e Dominik affrontarono gli Usos nella rivincita per i titoli di coppia di SmackDown WWE ma vennero sconfitti. Il 1º ottobre, per effetto del Draft, Rey e Dominik passarono al roster di Raw. Nella puntata di SmackDown dell'8 ottobre Mysterio perse contro Sami Zayn nei quarti di finale del King of the Ring.
Nella puntata di Raw del 25 ottobre Mysterio prese parte ad un fatal 4-way ladder match per determinare lo sfidante al WWE Championship di Big E che comprendeva anche Finn Bálor, Kevin Owens e Seth Rollins ma il match venne vinto da quest'ultimo. 
In seguito, Rey e Dominik Mysterio presero parte ad un torneo per determinare i nuovi sfidanti al Raw Tag Team Championship degli RK-Bro ma, dopo aver sconfitto l'Alpha Academy il 6 dicembre a Raw, persero contro gli Street Profits nella finale svoltasi il 27 dicembre, sempre a Raw. Il 29 gennaio, alla Royal Rumble, Rey partecipò al match omonimo entrando col numero 23 ma venne eliminato da Otis. Nella puntata di Raw del giorno dopo Mysterio venne sconfitto da AJ Styles, fallendo nell'opportunità di inserirsi nell'elimination chamber match del successivo evento. Il 19 febbraio, nel Kick-off di Elimination Chamber, Mysterio trionfò contro The Miz. Il 2 aprile, nella prima serata di WrestleMania 38, Rey e Dominik vennero sconfitti da The Miz e Logan Paul.

#### Faida con il Judgment Day e ritorno aSmackDown(2022–presente)
In seguito Rey e Dominik iniziarono una faida contro il Judgment Day. Il 26 luglio, a Raw, si tenne il 20º anniversario di Rey Mysterio in WWE dove Rey fece anche un ringraziamento a tutti quelli che gli furono vicini durante la sua carriera, subito dopo il promo Rey e Dominik sconfissero ancora una volta il Judgment Day e subito dopo Rey torno a festeggiare nel backstage dove furono attaccati dal Judgment Day, e il 30 luglio, a SummerSlam, Rey e Dominik sconfissero Damian Priest e Finn Bálor in un no disqualification match grazie al ritorno di Edge. Il 3 settembre, a Clash at the Castle, Edge e Rey si riunirono in coppia sconfiggendo Bálor e Priest ma, ad incontro concluso, Dominik effettuò un turn heel attaccando dapprima Edge e poi il padre. Da quel momento, Dominik si unì al Judgment Day, senza che Rey potesse far nulla per impedirglielo.
Nella puntata di SmackDown del 14 ottobre Rey apparve per chiedere a Triple H di chiudere con la WWE, non volendo affrontare suo figlio, e questi decise di integrarlo nel roster di SmackDown; più tardi, Rey prese parte ad un fatal 4-way match (al posto di Karrion Kross) che comprendeva anche Ricochet, Sheamus e Solo Sikoa per determinare lo sfidante all'Intercontinental Championship di Gunther vincendo l'incontro., ma il 4 novembre a SmackDown Gunther mantenne il titolo. Il 10 febbraio, a SmackDown, prese parte ad un fatal 4-way match che comprendeva anche Karrion Kross, Madcap Moss e Santos Escobar per determinare il prossimo sfidante di Gunther per l'Intercontinental Championship ma fu Moss a prevalere. La faida con Dominik, intanto, proseguì culminando il 1º aprile, a WrestleMania 39, quando Rey sconfisse suo figlio. Il 12 maggio a SmackDown, prese parte al torneo per il nuovo World Heavyweight Championship, ma nel primo match venne sconfitto da AJ Styles in un triple threat match che comprendeva anche Edge.
Il 21 luglio, a SmackDown, vinse un fatal 4-way match che comprendeva anche Cameron Grimes, LA Knight e Sheamus, avanzando alla finale dello United States Invitational, un mini torneo per determinare lo sfidante di Austin Theory per lo United States Championship; successivamente, affrontò Santos Escobar, suo compagno nel Latino World Order, per determinare lo sfidante allo United States Championship ma venne sconfitto anche a causa di un infortunio subito durante il match. Nella puntata di SmackDown dell'11 agosto prese il posto di Escobar, attaccato e infortunato da Theory (kayfabe), nel match titolato contro lo stesso Theory riuscendo a vincere la cintura per la terza volta. La faida con Theory proseguì e venne programmata una rivincita per Payback, in cui Mysterio difese con successo la cintura. Il 29 settembre, a SmackDown, difese con successo la cintura contro Santos Escobar. Il 7 ottobre, a Fastlane, Mysterio, Santos Escobar e Carlito sconfissero Bobby Lashley e gli Street Profits. Il 4 novembre, a Crown Jewel, perse la cintura contro Logan Paul dopo 85 giorni di regno.

## Vita privata
Ha diversi tatuaggi sul corpo, tra cui il nome di sua moglie e quello dei suoi figli sotto i bicipiti, oltre alla parola Mexican sull'addome ed una spina dorsale stilizzata lungo tutta la schiena.
Il suo primogenito, Dominik (nato il 5 aprile 1997), è anch'egli un wrestler professionista sotto contratto con la WWE, ed è stato protagonista della faida contro Eddie Guerrero nel 2005, culminata con un Ladder match a SummerSlam con in palio la sua custodia. All'epoca aveva otto anni. La seconda figlia di Rey, Aalyah, è nata nel 2001.

## Personaggio

### Mosse finali

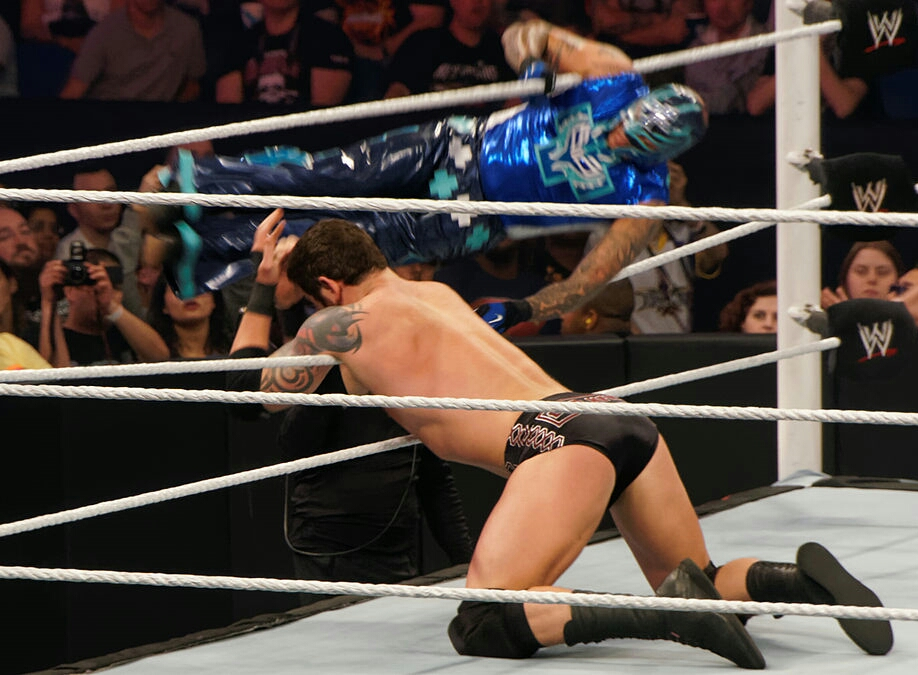
Rey effettua la 619 su Bad News Barrett

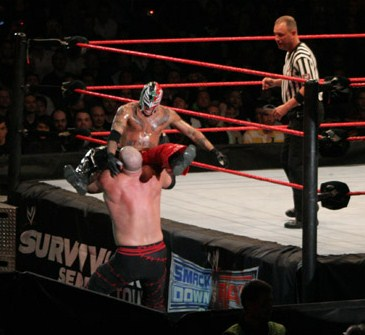
Rey Mysterio effettua la West Coast Pop dall'apron ring su Kane

- 619 (Tiger feint kick alla testa di un avversario sulle corde) – WWE; seguita da:
  - Droppin' Da Dime (Springboard leg drop)
  - Springboard frog splash
  - La Silla (Springboard seated Senton)
  - Pickin' the Time (Springboard splash)
  - West Coast Pop (Springboard Hurricanrana Pin)
- Frog Splash
- Tornado DDT – 1995–2001

### Soprannomi
- "El Super Duper Niño"
- "The Giant Killer"
- "The Biggest Little Man"
- "The Ultimate Underdog"
- "The Master of 619"

## Titoli e riconoscimenti

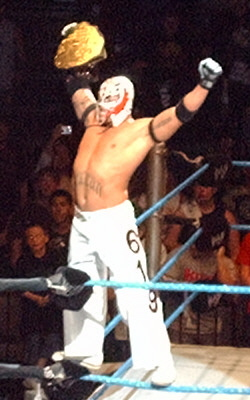
Mysterio con il World Heavyweight Championship, titolo che ha detenuto due volte

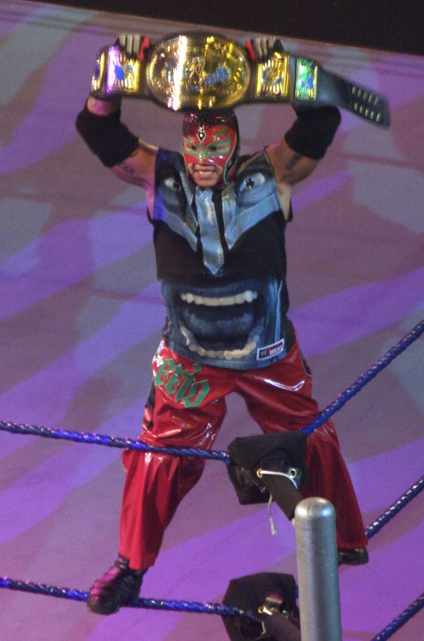
Mysterio con l'Intercontinental Championship, titolo che ha detenuto due volte

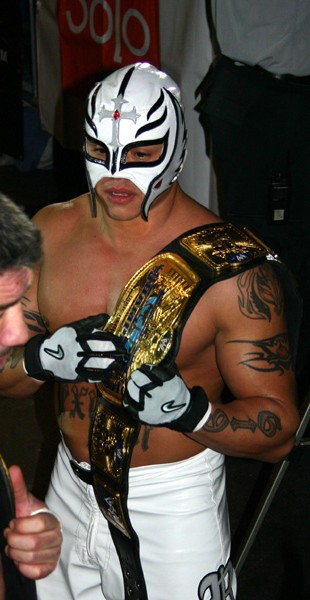
Mysterio con il WWE Tag Team Championship, titolo che ha detenuto per un totale di quattro volte con Batista, Eddie Guerrero, Edge e Rob Van Dam

- Asistencia Asesoría y Administración
  - Mexican National Trios Championship (1) – con Octagón e Super Muñeco
  - Mexican National Welterweight Championship (1)
  - Lucha Libre World Cup (2015) – con El Patrón Alberto e Myzteziz
  - AAA Hall of Fame (inserito nel 2007)
  - Técnico of the Year (2015)
- Catch Wrestling Europe
  - CWE World Grand Prix (2017)
- Cauliflower Alley Club
  - Lucha Libre Award (2020)
- The Crash
  - The Crash Heavyweight Championship (1)
- DDT Pro-Wrestling
  - Ironman Heavymetalweight Championship (1)
- Destiny Wrestling
  - DWW Championship (1)
- Hollywood Heavyweight Wrestling
  - HHW Light Heavyweight Championship (1)
- International Wrestling All-Stars
  - IWAS Tag Team Championship (1) – con Konnan
- International Wrestling Council
  - IWC World Middleweight Championship (2)
- Lucha Underground
  - Lucha Underground Trios Championship (1) – con Dragon Azteca Jr. e Prince Puma
- Pro Wrestling Illustrated
  - 4º tra i 500 migliori wrestler singoli secondo PWI 500 (1999)
- World Championship Wrestling
  - WCW Cruiserweight Championship (5)
  - WCW World Tag Team Championship (3) – con Billy Kidman (1), Juventud Guerrera (1) e Konnan (1)
  - WCW Cruiserweight Tag Team Championship (1) – con Billy Kidman
  - WCW Magazine Match of the Year (1997) - vs. Eddie Guerrero a Halloween Havoc
- World Wrestling Association
  - WWA Lightweight Championship (3)
  - WWA Welterweight Championship (3)
  - WWA Tag Team Championship (1) – con Rey Misterio Sr.
- World Wrestling Council
  - WWC World Junior Heavyweight Championship (1)
- WWE
  - WWE Tag Team Championship (4) – con Batista (1), Eddie Guerrero (1), Edge (1) e Rob Van Dam (1)
  - WWE United States Championship (3)
  - WWE Cruiserweight Championship (3)
  - WWE Intercontinental Championship (2)
  - World Heavyweight Championship (2)
  - WWE Championship (1)
  - WWE SmackDown Tag Team Championship (1) – con Dominik Mysterio
  - WWE Hall of Fame (classe del 2023)[36]
  - Royal Rumble (edizione 2006)
  - Championship Tournament (2007)
  - Bragging Rights Trophy (edizione 2010) – con il Team SmackDown
  - WWE Championship Tournament (2011)
  - Triple Crown Champion
  - Grand Slam Champion (nuovo formato)
- Wrestling Observer Newsletter
  - Best Flying Wrestler (1995–1997, 2002–2004)
  - Best Wrestling Maneuver (1995) - Flip drive in una frankensteiner
  - Match of the Year (2002) - con Edge vs. Chris Benoit e Kurt Angle a No Mercy
  - Most Outstanding Wrestler (1996)
  - Rookie of the Year (1992)
  - Worst Feud of the Year (2008) - vs. Kane
  - Wrestling Observer Newsletter Hall of Fame (classe del 2010)
- Altri riconoscimenti
  - Tijuana Sports Hall of Fame (classe del 2006)

## Filmografia

### Doppiaggio
- I Flintstones e WWE - Botte da orbi! (The Flintstones & WWE: Stone Age SmackDown!), regia di Spike Brandt e Tony Cervone (2015)

## DVD dedicati a Rey Mysterio
- Rey Mysterio - 619 (2003)[37]
- Rey Mysterio: The Biggest Little Man (2007)[37]
- Best of WWE Volume 1 - Rey Mysterio (2010)[37]
- Rey Mysterio - The Life of a Masked Man (2011)[37]
- WWE Superstar Collection - Rey Mysterio (2012)[37]